# Dugny-sur-Meuse
Pour les articles homonymes, voir Dugny.
Dugny-sur-Meuse est une commune française située dans le département de la Meuse, en région Grand Est.

## Géographie
La commune de Dugny-sur-Meuse est située à environ 5 km au sud de Verdun.

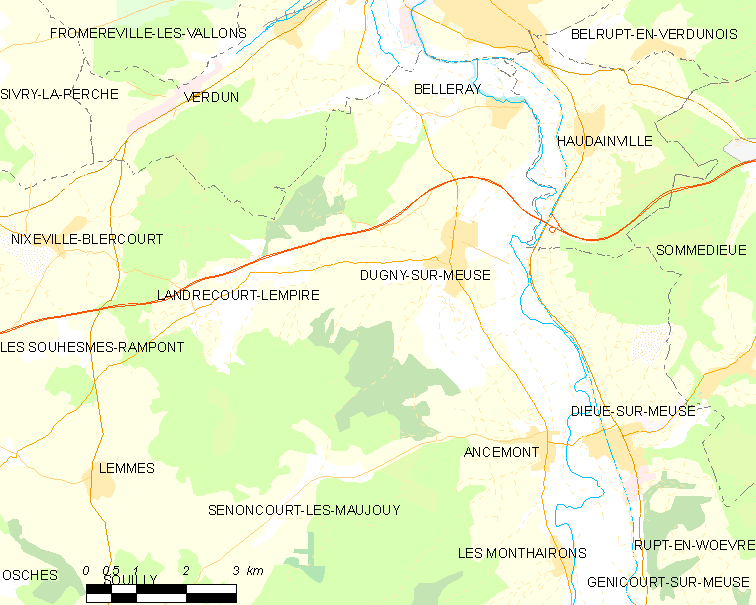
Carte de la commune.
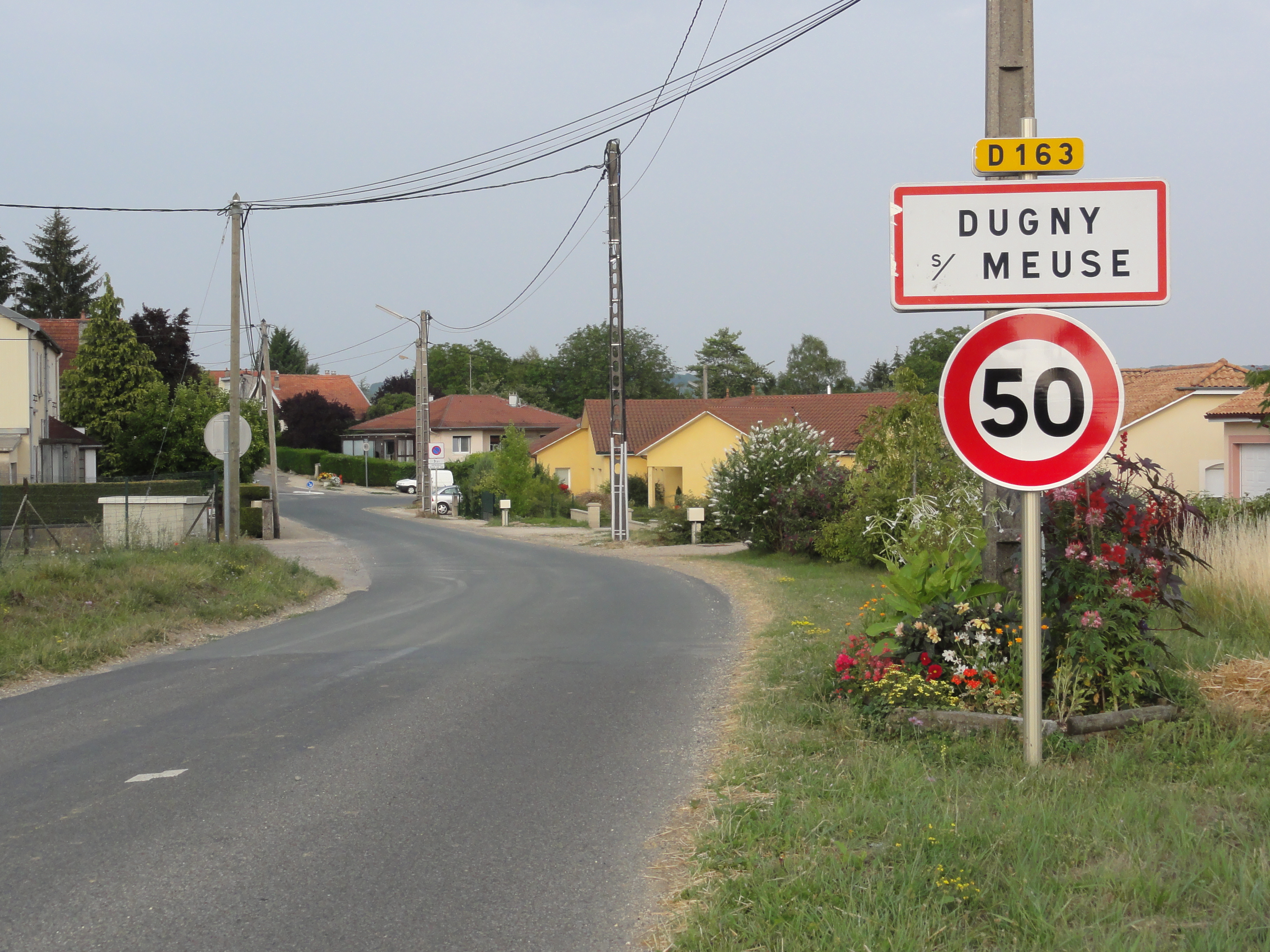
Entrée de Dugny-sur-Meuse.

| Verdun              | Belleray            | Belleray |
| Landrecourt-Lempire | Dugny-sur-Meuse     | Belleray |
| Landrecourt-Lempire | Landrecourt-Lempire | Ancemont |

### Hydrographie
La commune est dans le bassin versant de la Meuse au sein du bassin Rhin-Meuse. Elle est drainée par la Meuse, le ruisseau du Franc-Ban et le ruisseau de la Petite Chaussee,.
La Meuse, d'une longueur de 486 km dans sa partie française, est un fleuve européen qui prend sa source en France, dans la commune du Châtelet-sur-Meuse, à 409 mètres d'altitude, et se jette dans la mer du Nord après un cours long d'approximativement 950 kilomètres traversant la France, la Belgique et les Pays-Bas. 

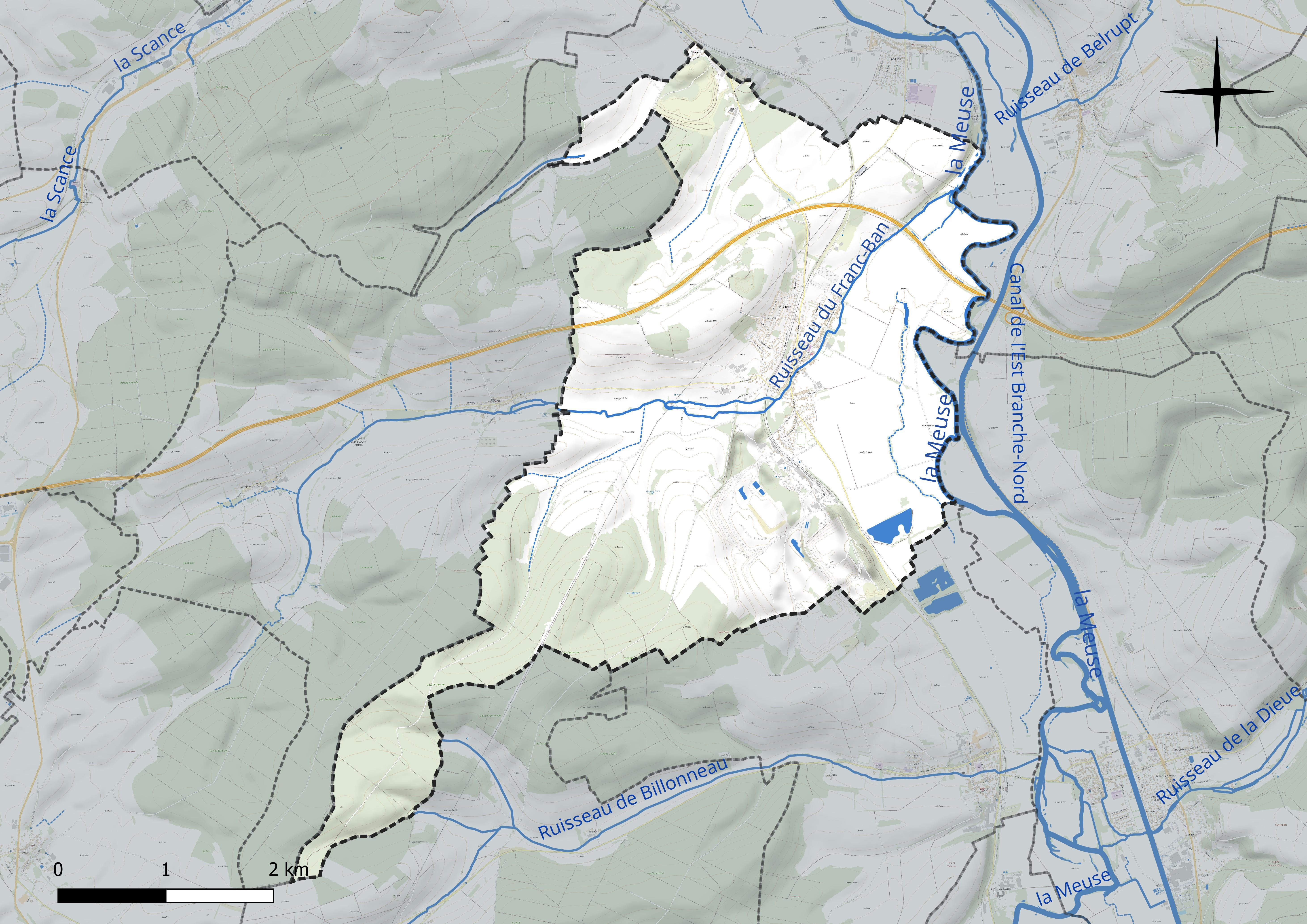
Réseau hydrographique de Dugny-sur-Meuse.

### Climat
Pour des articles plus généraux, voir Climat du Grand Est et Climat de la Meuse.
En 2010, le climat de la commune est de type climat de montagne, selon une étude du Centre national de la recherche scientifique s'appuyant sur une série de données couvrant la période 1971-2000. En 2020, Météo-France publie une typologie des climats de la France métropolitaine dans laquelle la commune est exposée à un climat océanique altéré et est dans la région climatique  Lorraine, plateau de Langres, Morvan, caractérisée par un hiver rude (1,5 °C), des vents modérés et des brouillards fréquents en automne et hiver. 
Pour la période 1971-2000, la température annuelle moyenne est de 9,7 °C, avec une amplitude thermique annuelle de 15,9 °C. Le cumul annuel moyen de précipitations est de 943 mm, avec 13,9 jours de précipitations en janvier et 9,5 jours en juillet. Pour la période 1991-2020, la température moyenne annuelle observée sur la station météorologique de Météo-France la plus proche, « Bonzée_sapc », sur la commune de Bonzée à 15 km à vol d'oiseau, est de 10,6 °C et le cumul annuel moyen de précipitations est de 783,7 mm. 
La température maximale relevée sur cette station est de 40,6 °C, atteinte le 24 juillet 2019 ; la température minimale est de −17,3 °C, atteinte le 7 février 2012,,. 
Les paramètres climatiques de la commune ont été estimés pour le milieu du siècle (2041-2070) selon différents scénarios d'émission de gaz à effet de serre à partir des nouvelles projections climatiques de référence DRIAS-2020. Ils sont consultables sur un site dédié publié par Météo-France en novembre 2022.

## Urbanisme

### Typologie
Au 1er janvier 2024, Dugny-sur-Meuse est catégorisée bourg rural, selon la nouvelle grille communale de densité à sept niveaux définie par l'Insee en 2022.
Elle est située hors unité urbaine. Par ailleurs la commune fait partie de l'aire d'attraction de Verdun, dont elle est une commune de la couronne,. Cette aire, qui regroupe 103 communes, est catégorisée dans les aires de moins de 50 000 habitants,.

### Occupation des sols
L'occupation des sols de la commune, telle qu'elle ressort de la base de données européenne d’occupation biophysique des sols Corine Land Cover (CLC), est marquée par l'importance des territoires agricoles (59,5 % en 2018), en diminution par rapport à 1990 (61,7 %). La répartition détaillée en 2018 est la suivante :
terres arables (41,4 %), forêts (22,3 %), prairies (17,7 %), mines, décharges et chantiers (9,7 %), zones urbanisées (5,2 %), milieux à végétation arbustive et/ou herbacée (3,3 %), zones agricoles hétérogènes (0,4 %). L'évolution de l’occupation des sols de la commune et de ses infrastructures peut être observée sur les différentes représentations cartographiques du territoire : la carte de Cassini (XVIIIe siècle), la carte d'état-major (1820-1866) et les cartes ou photos aériennes de l'IGN pour la période actuelle (1950 à aujourd'hui).

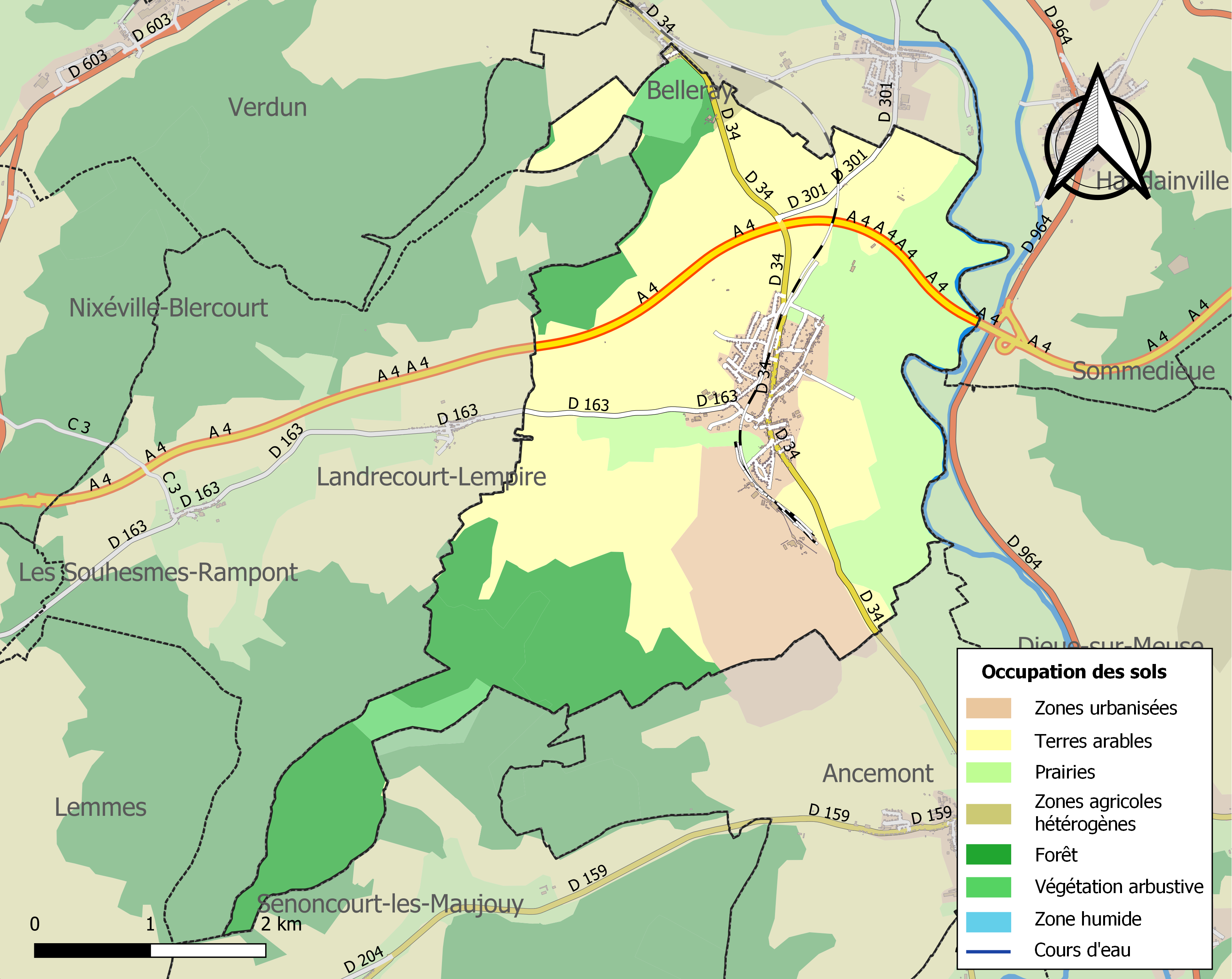
Carte des infrastructures et de l'occupation des sols de la commune en 2018 (CLC).

## Toponymie
Le nom de la localité est attesté sous les formes Dugney (1257) ; Dugnei (1261) ; « Devant le mostier de Dugney » (1285) ; Dugner (1388) ; Dugnez (1483) ; Dugneyum (1642) ; Dugniacum (1738) ; Dongei-villa (1756).

La commune est drainée par la Meuse, Maas ; en wallon, Moûse ; en latin Mosa, un fleuve européen qui prend sa source en France et se jette dans la mer du Nord après un cours traversant la France, la Belgique et les Pays-Bas.

## Histoire
À Dugny devait se trouver une villa carolingienne. Le 10 août 843, l'évêque de Freising, en Bavière, qui devait accompagner Louis le Germanique pour les discussions du traité de Verdun, y signe un acte.

## Politique et administration

### Liste des maires
| Période                                  | Période      | Identité                                      | Étiquette | Qualité                   |
| ---------------------------------------- | ------------ | --------------------------------------------- | --------- | ------------------------- |
| Les données manquantes sont à compléter. |              |                                               |           |                           |
| mars 2002                                | mars 2008    | Michel Juif                                   |           |                           |
| mars 2008                                | mars 2014    | Guy Peridon                                   |           |                           |
| mars 2014                                | juillet 2015 | Jean-Paul Gourmelon                           |           | Décédé en cours de mandat |
| août 2015                                | En cours     | Fabricia Vol, Réélue pour le mandat 2020-2026 |           |                           |

## Population et société

### Démographie
L'évolution du nombre d'habitants est connue à travers les recensements de la population effectués dans la commune depuis 1793. Pour les communes de moins de 10 000 habitants, une enquête de recensement portant sur toute la population est réalisée tous les cinq ans, les populations de référence des années intermédiaires étant quant à elles estimées par interpolation ou extrapolation. Pour la commune, le premier recensement exhaustif entrant dans le cadre du nouveau dispositif a été réalisé en 2007.

En 2022, la commune comptait 1 262 habitants, en évolution de −2,47 % par rapport à 2016 (Meuse : −4,4 %, France hors Mayotte : +2,11 %).
| 1793 | 1800 | 1806 | 1821 | 1831 | 1836 | 1841 | 1846 | 1851 |
| ---- | ---- | ---- | ---- | ---- | ---- | ---- | ---- | ---- |
| 825  | 985  | 946  | 896  | 950  | 944  | 880  | 877  | 901  |

| 1856 | 1861 | 1866 | 1872 | 1876 | 1881 | 1886 | 1891 | 1896 |
| ---- | ---- | ---- | ---- | ---- | ---- | ---- | ---- | ---- |
| 833  | 793  | 751  | 709  | 790  | 801  | 839  | 753  | 757  |

| 1901 | 1906 | 1911 | 1921 | 1926 | 1931 | 1936 | 1946 | 1954  |
| ---- | ---- | ---- | ---- | ---- | ---- | ---- | ---- | ----- |
| 696  | 760  | 737  | 542  | 626  | 913  | 837  | 931  | 1 023 |

| 1962  | 1968  | 1975  | 1982  | 1990  | 1999  | 2006  | 2007  | 2012  |
| ----- | ----- | ----- | ----- | ----- | ----- | ----- | ----- | ----- |
| 1 221 | 1 284 | 1 181 | 1 224 | 1 247 | 1 279 | 1 324 | 1 331 | 1 294 |

| 2017  | 2022  | - | - | - | - | - | - | - |
| ----- | ----- | - | - | - | - | - | - | - |
| 1 307 | 1 262 | - | - | - | - | - | - | - |

## Économie

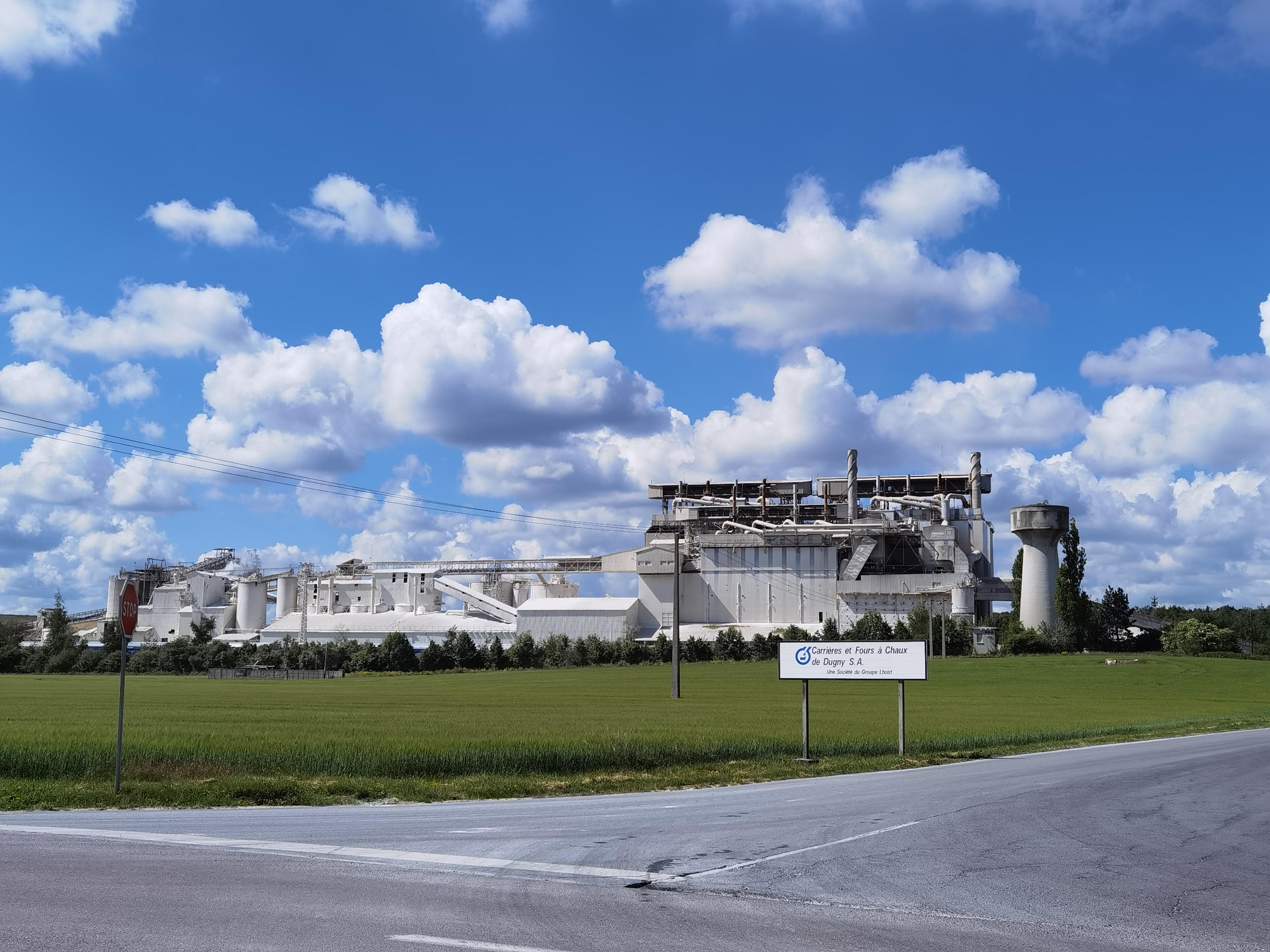
Usine Lhoist de Dugny-sur-Meuse

Les « Carrières et Fours à Chaux de Dugny-sur-Meuse » (groupe Lhoist) sont actuellement la seule industrie présente, ce depuis 1928 (date de l'établissement du site) et encore en activité de nos jours (2023).

## Culture locale et patrimoine

### Lieux et monuments

#### Ancienne église de-la-Nativité-de-la-Vierge
L'église, de la Nativité-de-la-Vierge XIIe siècle de style romano-rhénan n'est plus utilisée depuis environ 120 ans. Lors de la Grande Guerre, elle est utilisée comme hôpital de campagne. Vouée à la destruction, l'église est sauvée par les services des monuments historiques, qui la classe en 1904. Depuis cette période, un deuxième édifice a été érigé dans le centre du village. Classée monument historique, l'église est en 2014 en cours de restauration.
Elle est de plan basilical à trois nefs séparées par des piliers carrés et terminées chacune, à l'est par une abside. L'abside principale, plus importante que les deux autres, constitue le chœur. C'est un monument d'architecture romane du XIIe siècle ; la tour est carrée, surmontée d'un hourd. Le clocher est intégré totalement à l'église. Le rez-de-chaussée, voûté d'arêtes, ouvre sur la nef et sur les bas-côtés. L'abside offre des spécimens très intéressants de l'architecture de cette époque.
Le premier étage comprend une tribune couverte de charpente, à laquelle on accédait par un escalier de bois situé contre le mur ouest du bas-côté nord. Elle communique avec la nef par une large baie formée par trois arcades sous un arc de décharge. Cette forme de baie évoque tout à fait celles du chœur oriental de la cathédrale de Verdun ; c'est grâce à la présence de cette baie que l'on a dit que l'église de Dugny avait été construite très peu de temps après les travaux de l'architecte Garin au chœur oriental de la cathédrale de Verdun ; c'est-à-dire vers 1150.
La nef principale est séparée des bas-côtés par une série d'arcades retombant sur des piles carrés dont les bases sont enterrées. La forte dénivellation que l'on remarque, s'explique par un incendie au XIVe siècle, qui dévasta les toitures. C'est après cet incendie que l'on fit un nouveau dallage par-dessus les décombres, surélevant ainsi tout l'édifice de plus de 60 cm. On couvrit la nef d'une nouvelle charpente, comme la première.
Quelques parties de l'édifice sont des XVe et XVIe siècles. Une abside de vaste dimension fait suite à la partie droite du chœur. Elle est voûtée en cul-de-four, entièrement restaurée après la guerre. Entre les deux baies à gauche, le mur est percé d'une petite lucarne en forme de trèfle à quatre feuilles. Dans l'épaisseur du mur était logé le tabernacle, visible de l'intérieur comme de l'extérieur.
Un examen attentif des murs nous fera voir de nombreuses fresques, pour la plupart difficilement identifiables ainsi qu'une croix de consécration (à peine visible).

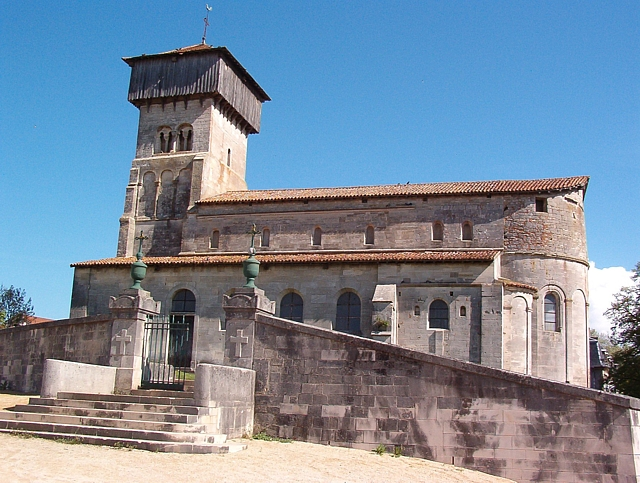
Ancienne église de-la-Nativité-de-la-Vierge.
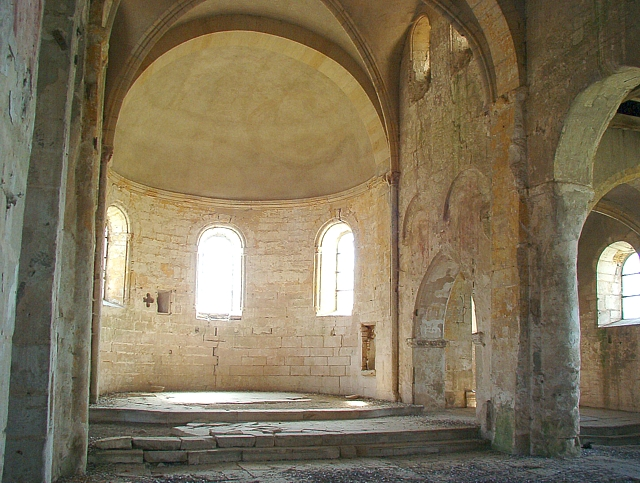
Chœur de l'ancienne église.
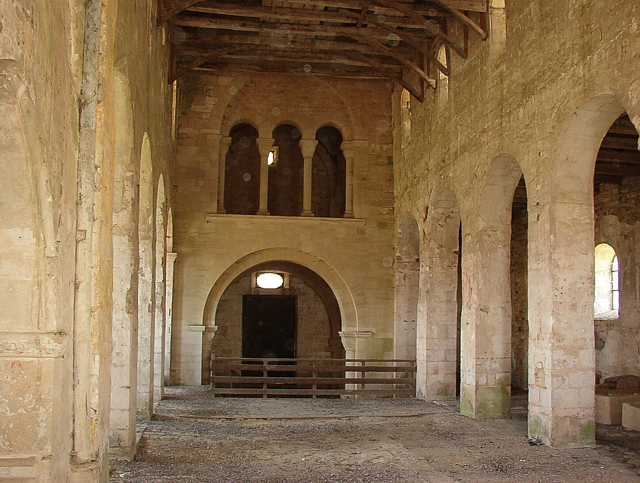
L'entrée vue de l'intérieur.
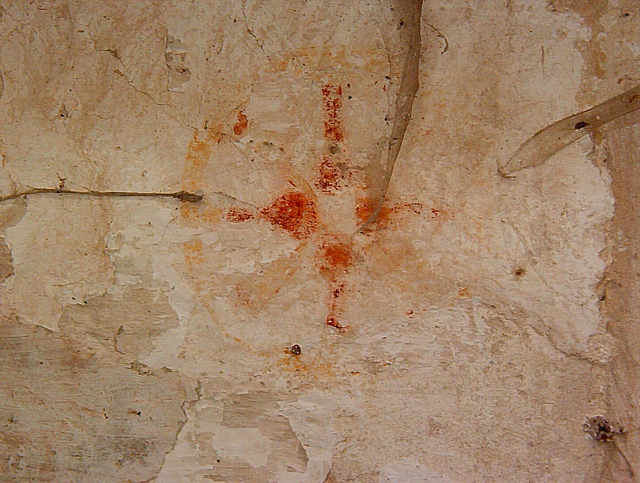
Croix de consécration.
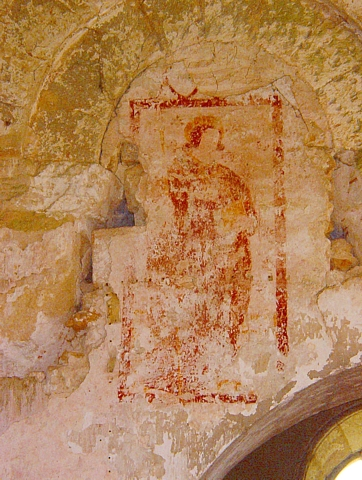
Une fresque (religieuse ou bien une sainte ?).

#### Autres lieux et monuments
- Le Cimetière entourant l'ancienne église est classé au titre des monuments historiques depuis 1930[27].
- L'église de la Vierge-à-l'Enfant[28] est construite en 1870. Elle a été consacrée le 5 novembre 1873 par monseigneur Augustin Hacquard, évêque de Verdun.
- La chapelle Saint-Pierre-et-Saint-Paul de Billemont, construite en 1951.
- Le monument aux morts, situé devant la nouvelle église.
- La Nécropole nationale de Dugny-sur-Meuse, créée en 1916 pendant la bataille de Verdun. 1971 corps des guerres de 1914-18 et de 1939-45 ont été regroupés ici. Il y a un important carré musulman et un ossuaire.

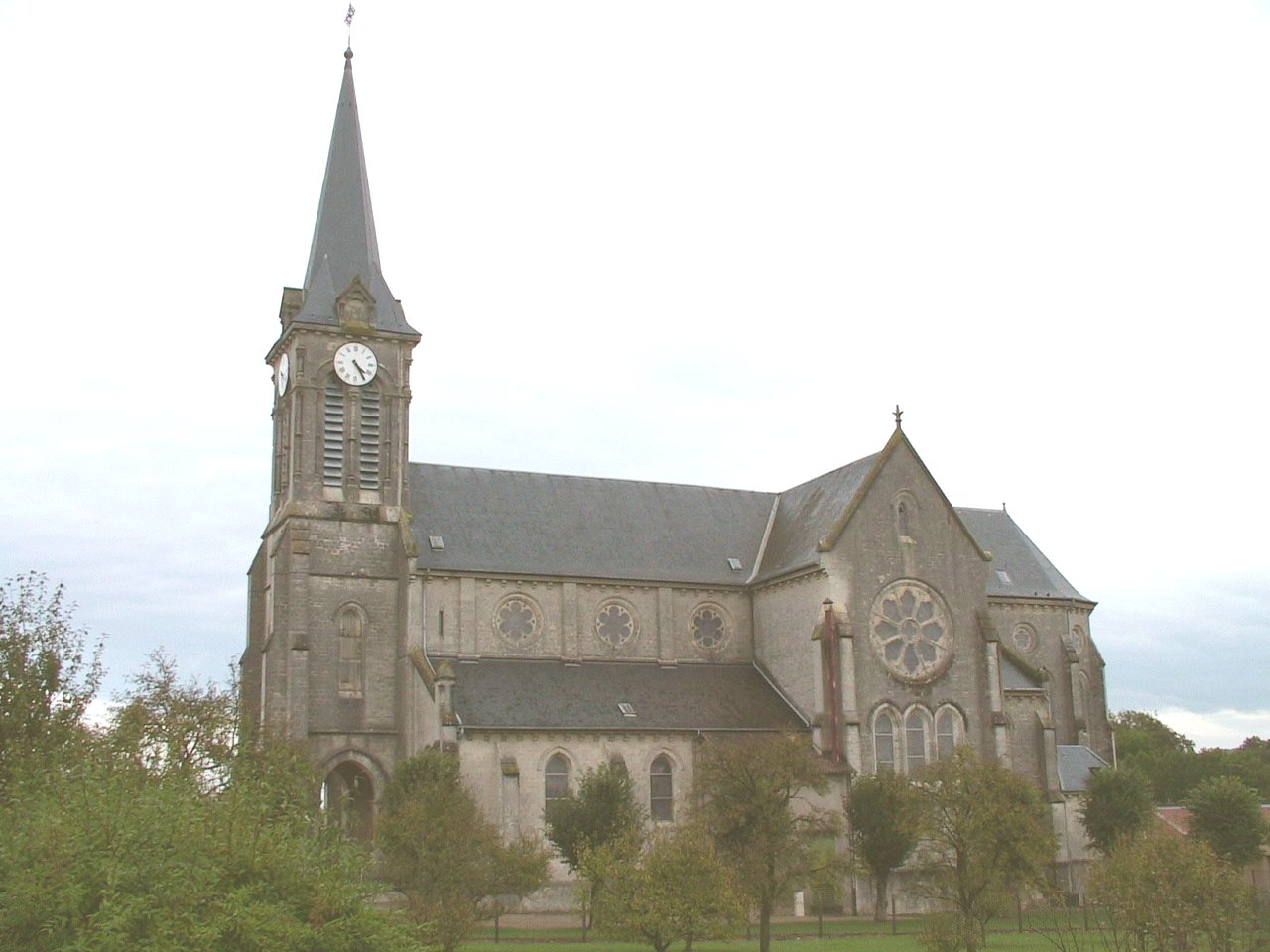
Église de la Vierge-à-l'Enfant.
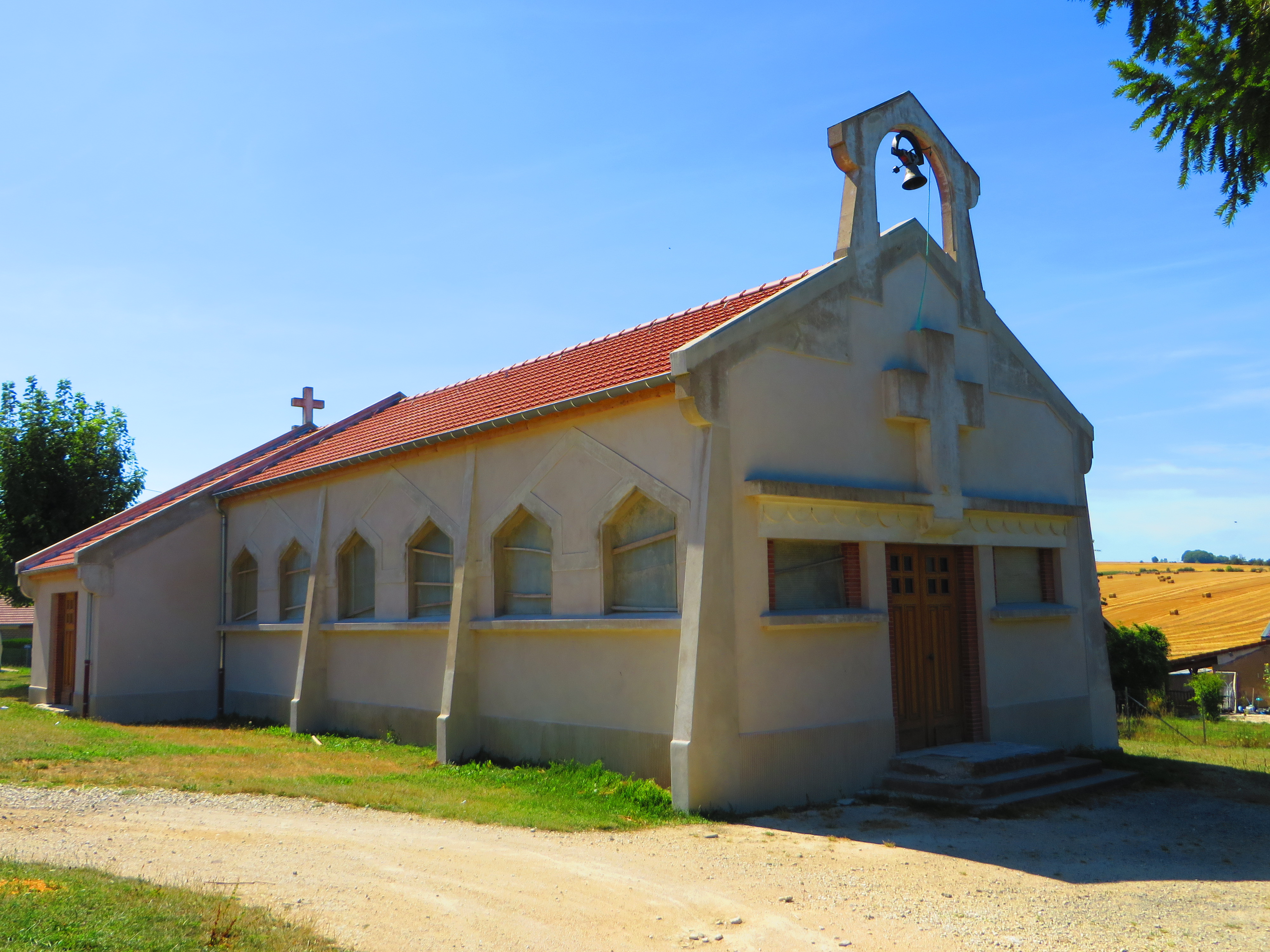
La chapelle Saint-Pierre-et-Saint-Paul de Billemont.
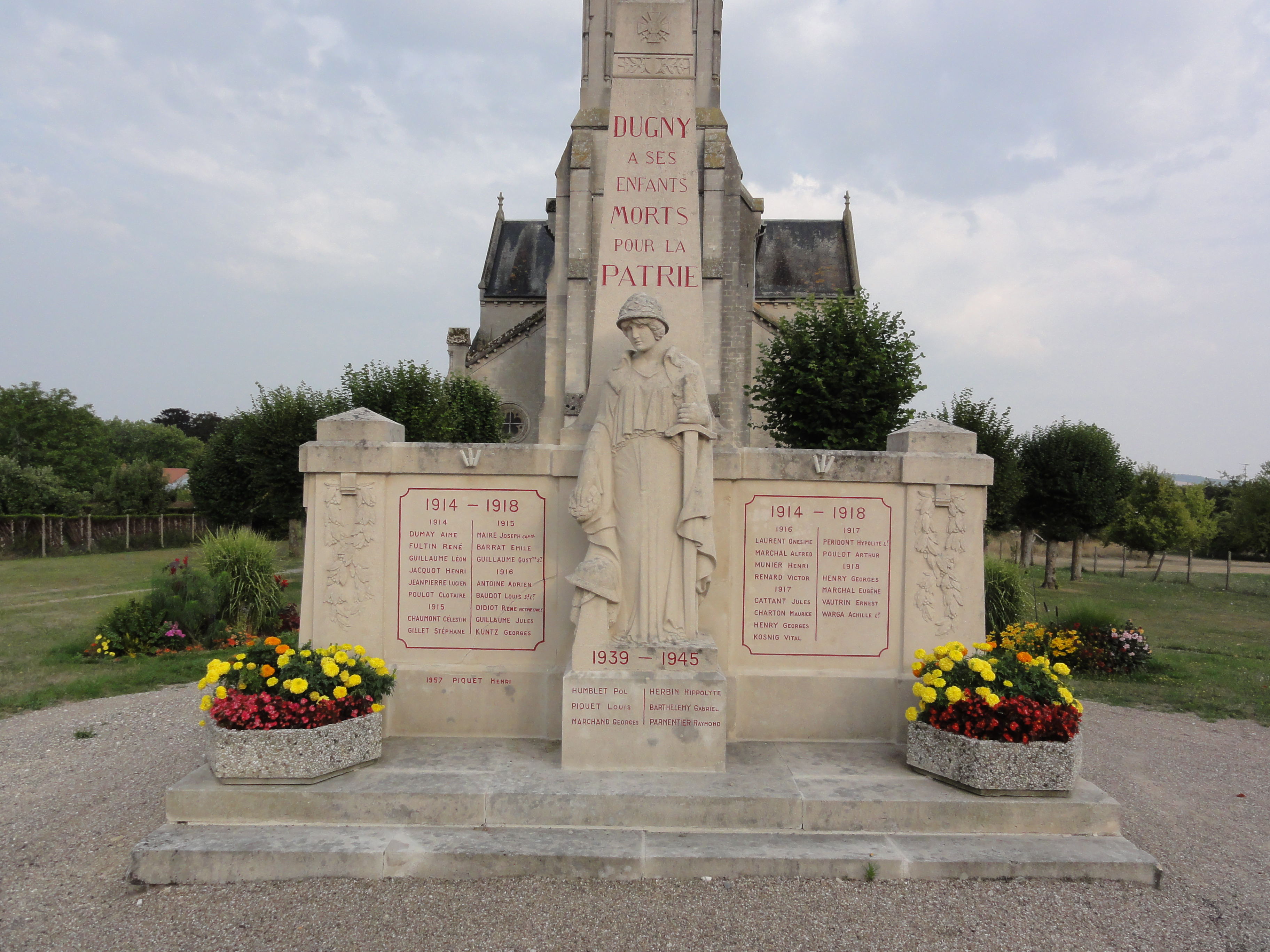
Monument aux morts.
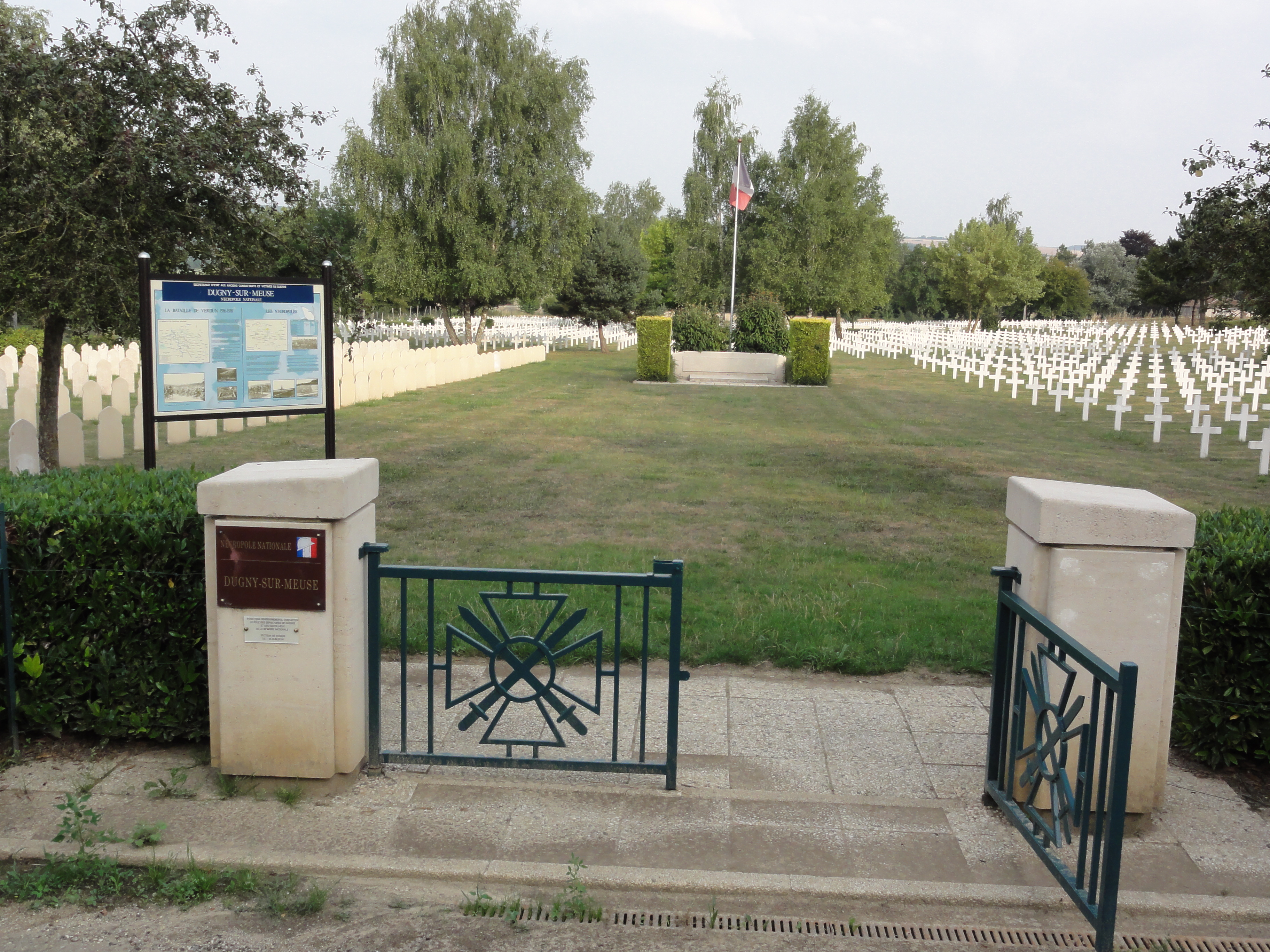
Nécropole nationale, vue d'ensemble.
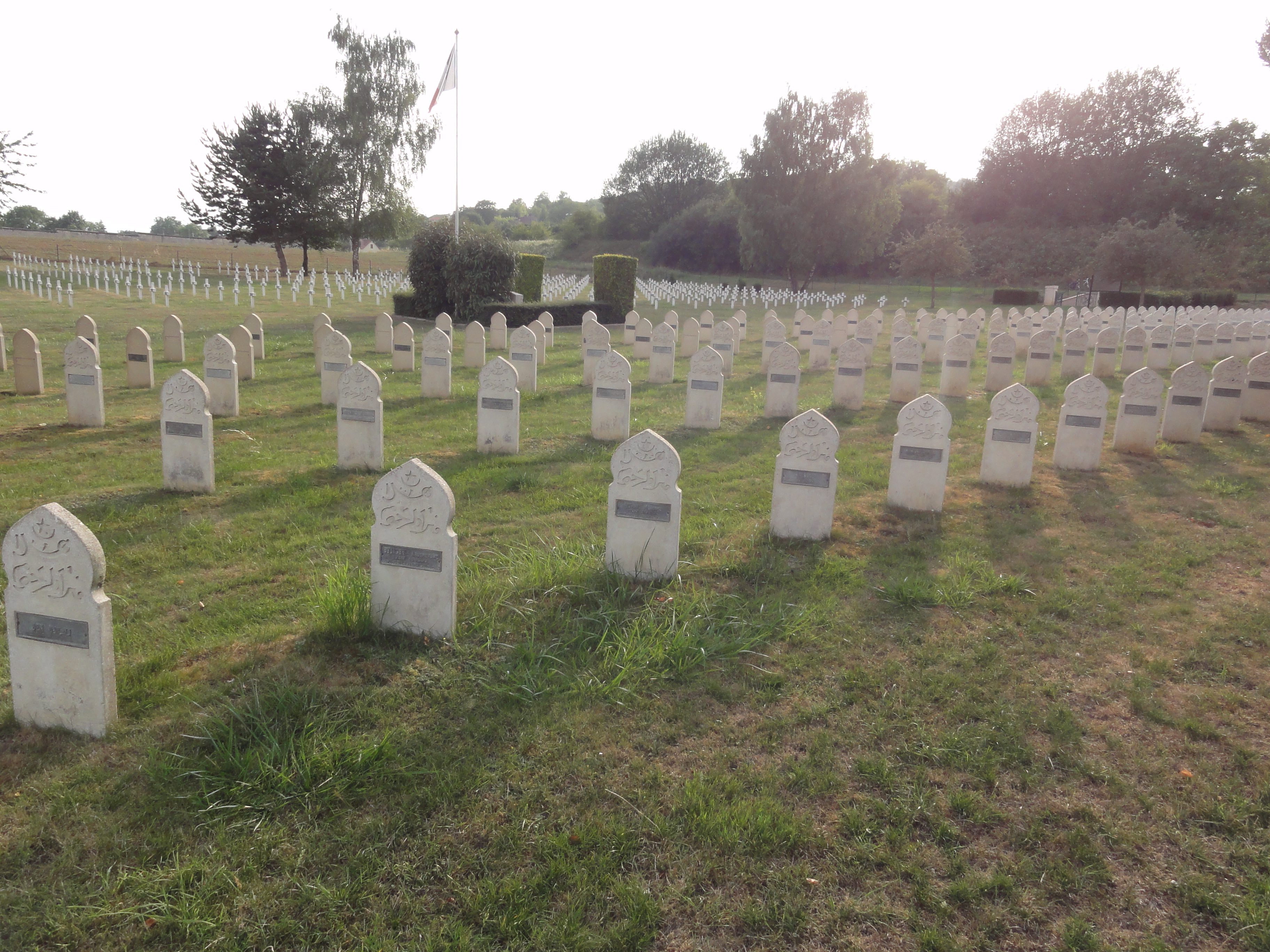
Nécropole nationale, carré musulman.
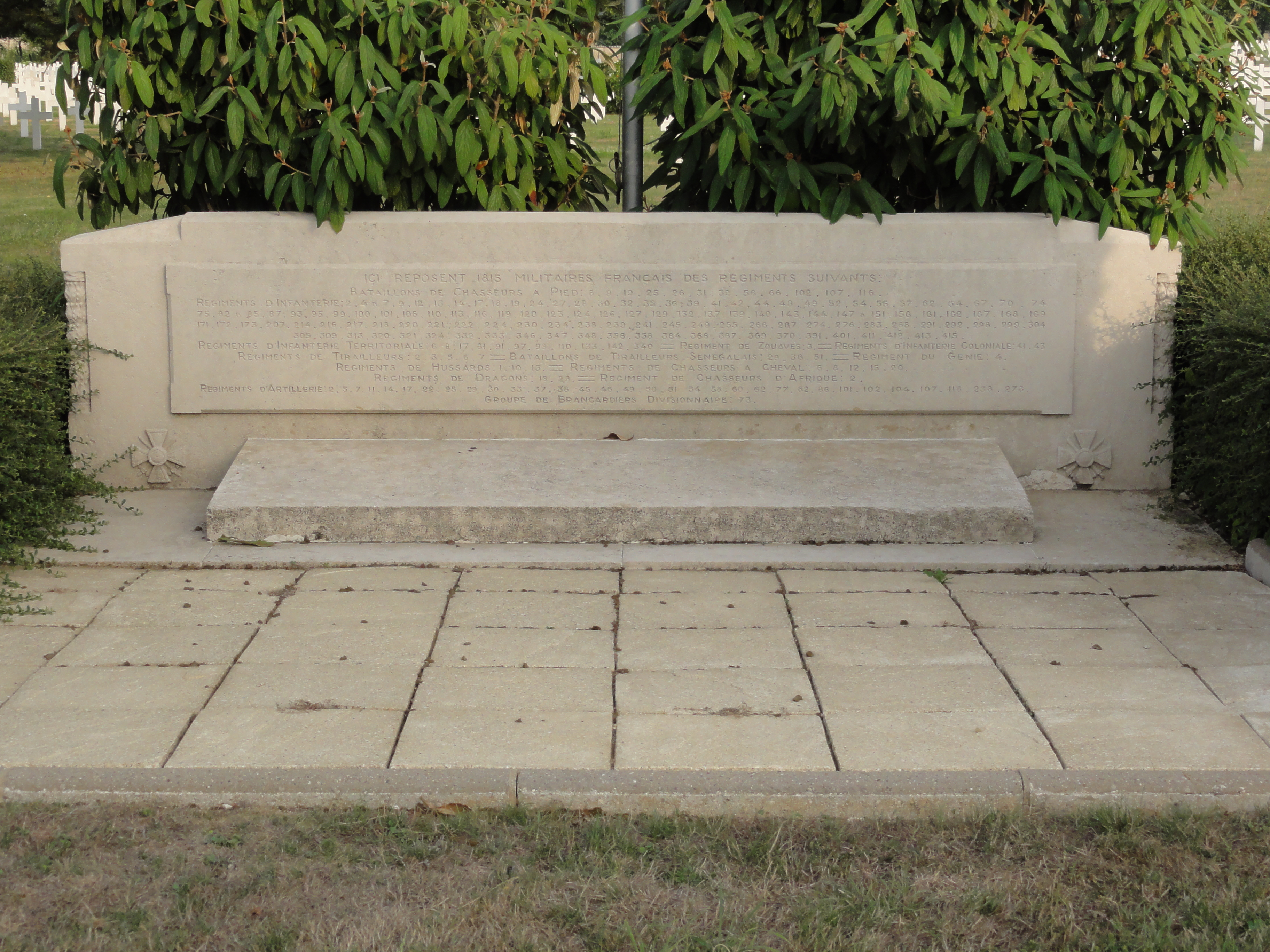
Nécropole nationale, ossuaire.